# U.S. Highway 412
Der U.S. Highway 412 (kurz US 412) ist ein United States Highway in den Vereinigten Staaten. Der Highway beginnt an der Interstate 25 und der New Mexico State Route 21 in Springer im Bundesstaat New Mexico und endet nach 1819 Kilometern in Columbia im US-Bundesstaat Tennessee an der Interstate 65 und der Tennessee State Route 99. Er wurde 1982 eröffnet und in den Jahren 1984 und 1989 im Osten erweitert sowie in den Jahren 1989 und 1994 im Westen.
Gemäß dem Namensschema der AASHTO dienen U.S. Highways mit dreistelligen Nummern als Zubringer für den jeweiligen Highway mit der Nummerierung, die sich aus den letzten beiden Ziffern ergibt; hier also der U.S. Highway 12. In diesem Fall handelt es sich jedoch um eine Verletzung dieses Schemas; der U.S. Highway 412 dient nicht als Zubringer des U.S. Highway 12 und kommt diesem auch nicht nahe.

## Zubringer und Umgehungen
Es gibt acht U.S. Highways, die als Zubringer- beziehungsweise Umgehungsroute der US 412 ausgezeichnet sind.
- U.S. Highway 43
- U.S. Highway 56
- U.S. Highway 60
- U.S. Highway 62
- U.S. Highway 63
- U.S. Highway 64
- U.S. Highway 65
- U.S. Highway 270

## Weblinks

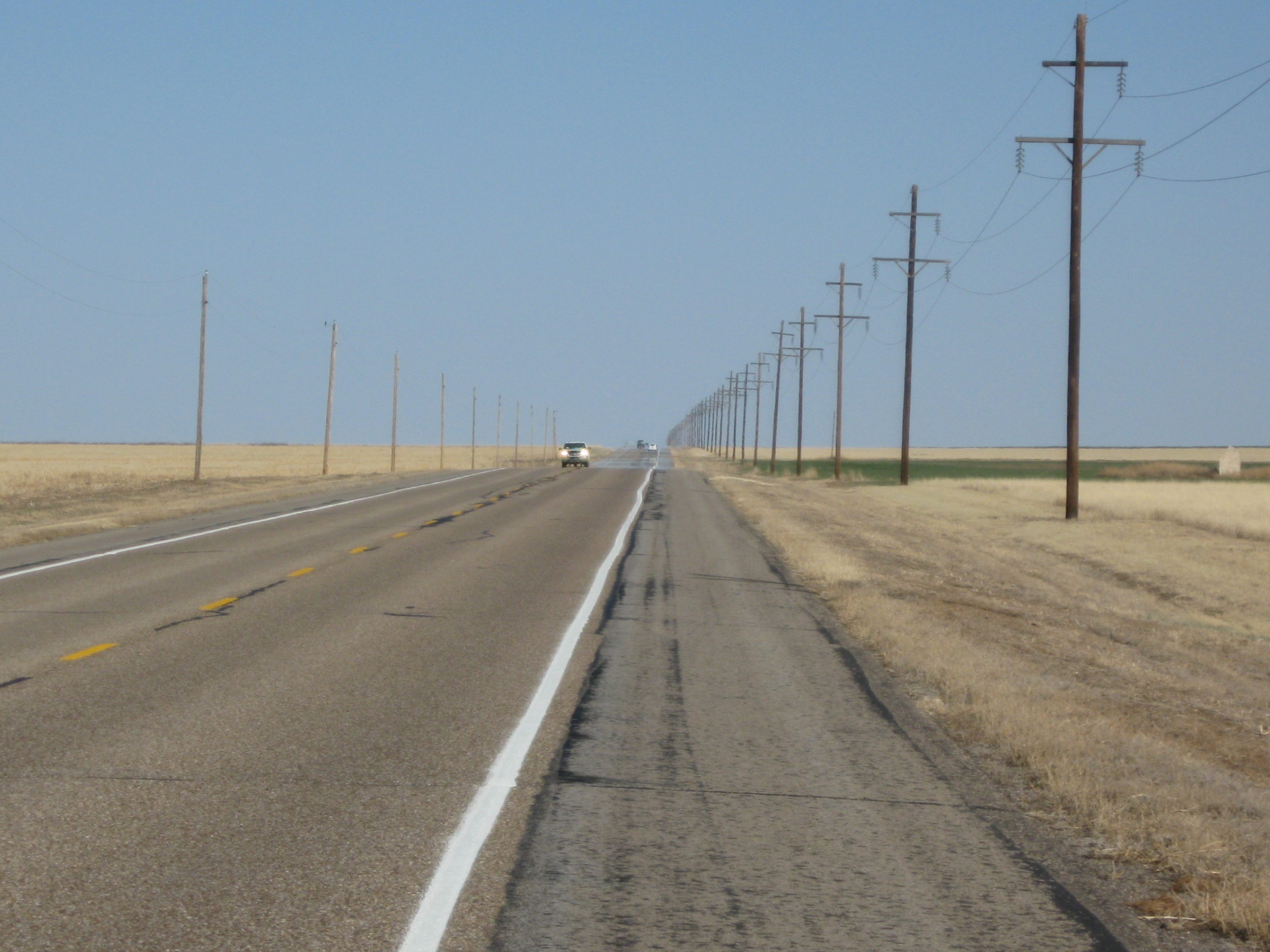
U.S. Highway zwischen Boise City und Guymon